# Stam Van Baer

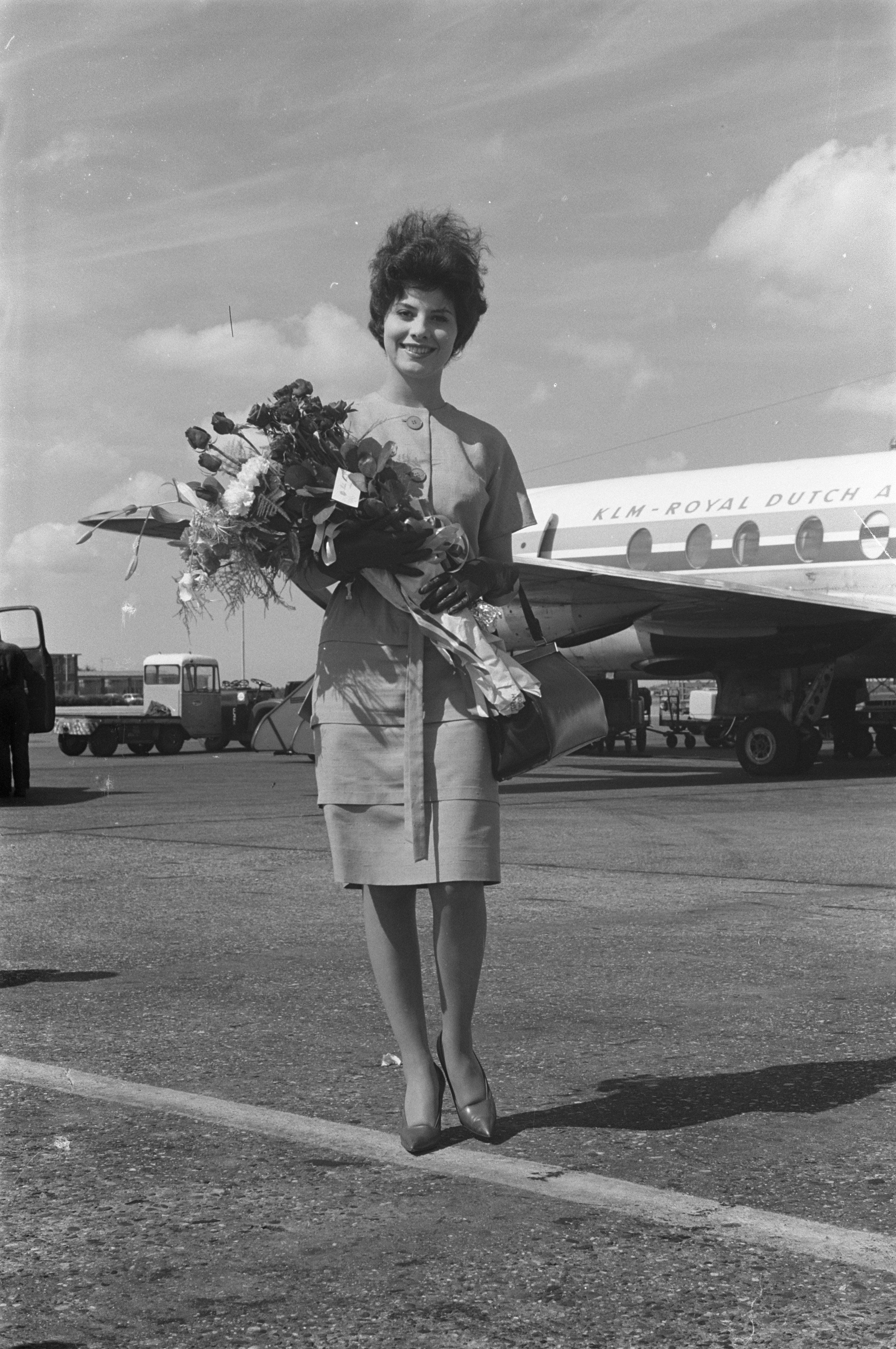
Stanny van Baer (1961)

Stam Van Baer (sinh năm 1942) đến từ Hà Lan, là người thứ 2 giữ danh hiệu Hoa hậu Quốc tế.
Bà giành được vương miện vào năm 1961, trong vòng chung kết được tổ chức tại Long Beach, California, Hoa Kỳ.